# فرودگاه ال. ام. کلیتن
فرودگاه ال. ام. کلیتن  (به انگلیسی: L. M. Clayton Airport) یک فرودگاه همگانی بهره‌برداری هوایی با کد یاتا OLF است که یک باند فرود آسفالت دارد و طول باند آن ۱۵۵۱ متر است. این فرودگاه در کشور ایالات متحده آمریکا قرار دارد و در ارتفاع ۶۰۵ متری از سطح دریا واقع شده است.